# Fervidicoccaceae
Famille
Genres de rang inférieur
- Fervidicoccus

Les Fervidicoccaceae sont une famille d'archées de l'ordre des Fervidicoccales.